# Terminal de Autobuses San Nicolás de los Garza
La Terminal de Autobuses San Nicolás de los Garza, también conocida como Terminal Grupo Senda, es la sede principal de este grupo para viajar desde la ciudad de San Nicolás de los Garza a los distintos destinos; brinda un servicio ejecutivo y de primera clase.

## Especificaciones de la Terminal
- Número de andenes: 1
- Espacios de estacionamiento para autobuses:
- Superficie total de la terminal:
- Servicio de Estacionamiento: Superficial
- Número de taquillas: 3
- Número de locales comerciales: 3
- Salas de espera: 1

| Líneas de Autobuses               | Destinos |
| --------------------------------- | --- |
| Transportes del Norte             | Cd.Acuña, Cd. Victoria, Guadalajara, México,D.F Norte, Nuevo Laredo, Piedras Negras, Reynosa, Río Grande, San Luis Potosí, Tampico. |
| Transportes Ave Senda Ejecutiva   | Cd. Acuña, Guadalajara, México,D.F Norte, Nuevo Laredo, Piedras Negras.                                                             |
| Autobuses Coahuilenses            | Cd. Acuña, Monclova, Muzquiz, Nueva Rosita, Piedras Negras, Sabinas.                                                                |
| Autobuses Sendor                  | Cd. Victoria, Nuevo Laredo. |
| Autobuses Tamaulipas              | Bustamante, Villaldama. |
| Transportes Turimex Internacional | Dallas (EUA), Houston (EUA), San Antonio (EUA).                                                                                     |